# Virginia Slims of Pennsylvania 1983
Il Virginia Slims of Pennsylvania 1983 è stato un torneo di tennis giocato sul sintetico indoor. È stata la 1ª edizione del torneo, che fa parte del Virginia Slims World Championship Series 1983. Si è giocato a Hershey negli USA dal 14 al 20 febbraio 1983.

## Campionesse

### Singolare
Carling Bassett ha battuto in finale  Sandy Collins con il punteggio di 2–6, 6–0, 6–4

### Doppio
Lea Antonoplis /  Barbara Jordan hanno battuto in finale  Sherry Acker /  Ann Henricksson con il punteggio di 6–3, 6–4